# C'erano una volta... gli oggetti
C'erano una volta... gli oggetti (Il était une fois… ces Drôles d'objets) è una serie animata francese del 2023 prodotta da Procidis e Samka Animation, ed appartenente al franchise C'era una volta... creato da Albert Barillé.

## Distribuzione
La serie è stata trasmessa in Svizzera sulla RTS a partire dal 30 dicembre 2023. In Francia è stata pubblicata sulla piattaforma Okoo di France Télévisions dal 7 febbraio 2024, ed è stata trasmessa su France 4 dal 19 febbraio dello stesso anno.
In Italia i primi 39 episodi sono stati trasmessi su Cartoonito dal 26 agosto al 6 settembre 2024. I restanti 39 episodi sono stati trasmessi su Boomerang dal 2 al 18 dicembre 2024, e vengono poi replicati in chiaro su Cartoonito dal 7 al 26 gennaio 2025.

## Doppiaggio
L'edizione italiana è stata curata da Susanna Mazzoleni e Giada Bolognini per Warner Bros. Discovery Italia. Il doppiaggio è stato effettuato presso lo studio BB Dub con la direzione di Nicola Bruno. Per l'edizione italiana è stata realizzata la sigla C'erano una volta gli oggetti di Cristina D'Avena.
| Personaggio | Doppiatore originale | Doppiatore italiano |
| ----------- | -------------------- | ------------------- |
| Maestro     | Jean-Claude Donda    | Gianni Giuliano     |
| Pierino     | Emmanuel Garijo      | Davide Garbolino    |
| Piera       | Emmylou Homs         | Beatrice Maruffa    |
| Birba       | Emmylou Homs         | Simone Marzola      |
| Maciste     | Emmanuel Curtil      | Francesco Fabbri    |
| Tigna       | Emmanuel Curtil      | Daniele Raffaeli    |
| Psi         | Hélène Barillé       | Elena Liberati      |

## Episodi
| Nº | Titolo originale                             | Titolo italiano            | Prima TV Italia   |
| -- | -------------------------------------------- | -------------------------- | ----------------- |
| 1  | Il était une fois... la tablette de chocolat | La tavoletta di cioccolata | 26 agosto 2024    |
| 2  | Il était une fois... le ballon de foot       | Il pallone da calcio       | 26 agosto 2024    |
| 3  | Il était une fois... le vélo                 | La bicicletta              | 26 agosto 2024    |
| 4  | Il était une fois... les toilettes           | Il bagno                   | 26 agosto 2024    |
| 5  | Il était une fois... la peinture             | Il dipinto                 | 26 agosto 2024    |
| 6  | Il était une fois... le livre                | Il libro                   | 26 agosto 2024    |
| 7  | Il était une fois... l'ampoule               | La lampadina               | 27 agosto 2024    |
| 8  | Il était une fois... le toboggan             | Lo scivolo                 | 27 agosto 2024    |
| 9  | Il était une fois... le piano                | Il pianoforte              | 27 agosto 2024    |
| 10 | Il était une fois... la règle                | Il righello                | 28 agosto 2024    |
| 11 | Il était une fois... la carte à jouer        | Le carte da gioco          | 28 agosto 2024    |
| 12 | Il était une fois... la fourchette           | La forchetta               | 28 agosto 2024    |
| 13 | Il était une fois... la brosse à dents       | Lo spazzolino              | 29 agosto 2024    |
| 14 | Il était une fois... l'appareil photo        | La macchina fotografica    | 29 agosto 2024    |
| 15 | Il était une fois... le jean                 | I Jeans                    | 29 agosto 2024    |
| 16 | Il était une fois... le lit                  | Il letto                   | 30 agosto 2024    |
| 17 | Il était une fois... la clé                  | La chiave                  | 30 agosto 2024    |
| 18 | Il était une fois... le disque compact       | Il CD                      | 30 agosto 2024    |
| 19 | Il était une fois... le cartable             | La cartella                | 31 agosto 2024    |
| 20 | Il était une fois... la trottinette          | Il monopattino             | 31 agosto 2024    |
| 21 | Il était une fois... le baume à lèvres       | Il burro di cacao          | 31 agosto 2024    |
| 22 | Il était une fois... le miroir               | Lo specchio                | 1º settembre 2024 |
| 23 | Il était une fois... la carte de paiement    | La carta di credito        | 1º settembre 2024 |
| 24 | Il était une fois... le parapluie            | L'ombrello                 | 1º settembre 2024 |
| 25 | Il était une fois... la gomme                | La gomma                   | 2 settembre 2024  |
| 26 | Il était une fois... l'ours en peluche       | L'orso di peluche          | 2 settembre 2024  |
| 27 | Il était une fois... l'aimant                | La calamita                | 2 settembre 2024  |
| 28 | Il était une fois... la sucette              | Il lecca lecca             | 3 settembre 2024  |
| 29 | Il était une fois... le savon                | Il sapone                  | 3 settembre 2024  |
| 30 | Il était une fois... le satellite            | Il satellite               | 3 settembre 2024  |
| 31 | Il était une fois... le pansement adhésif    | Il cerotto                 | 4 settembre 2024  |
| 32 | Il était une fois... la chaussure            | La scarpa                  | 4 settembre 2024  |
| 33 | Il était une fois... la poubelle             | La pattumiera              | 4 settembre 2024  |
| 34 | Il était une fois... la guitare              | La chitarra                | 5 settembre 2024  |
| 35 | Il était une fois... les lunettes            | Gli occhiali               | 5 settembre 2024  |
| 36 | Il était une fois... le stylo à bille        | La penna a sfera           | 5 settembre 2024  |
| 37 | Il était une fois... la couche-culotte       | Il pannolino               | 6 settembre 2024  |
| 38 | Il était une fois... le microphone           | Il microfono               | 6 settembre 2024  |
| 39 | Il était une fois... le crayon               | La matita                  | 6 settembre 2024  |
| 40 | Il était une fois... le pantalon             | I pantaloni                | 2 dicembre 2024   |
| 41 | Il était une fois... la balance              | La bilancia                | 2 dicembre 2024   |
| 42 | Il était une fois... la brosse à cheveux     | La spazzola per capelli    | 2 dicembre 2024   |
| 43 | Il était une fois... la chaise               | La sedia                   | 3 dicembre 2024   |
| 44 | Il était une fois... les ciseaux             | Le forbici                 | 3 dicembre 2024   |
| 45 | Il était une fois... la gourde               | La borraccia               | 3 dicembre 2024   |
| 46 | Il était une fois... le maillot de bain      | Il costume da bagno        | 4 dicembre 2024   |
| 47 | Il était une fois... le skateboard           | Lo skateboard              | 4 dicembre 2024   |
| 48 | Il était une fois... le fauteuil roulant     | La sedia a rotelle         | 4 dicembre 2024   |
| 49 | Il était une fois... la calculatrice         | La calcolatrice            | 5 dicembre 2024   |
| 50 | Il était une fois... l'avion                 | L'aeroplano                | 5 dicembre 2024   |
| 51 | Il était une fois... la raquette de tennis   | La racchetta da tennis     | 5 dicembre 2024   |
| 52 | Il était une fois... la montre               | L'orologio                 | 6 dicembre 2024   |
| 53 | Il était une fois... l'automobile            | L'automobile               | 6 dicembre 2024   |
| 54 | Il était une fois... l'écran de cinéma       | Lo schermo cinematografico | 6 dicembre 2024   |
| 55 | Il était une fois... la pièce de monnaie     | La moneta                  | 9 dicembre 2024   |
| 56 | Il était une fois... le téléphone            | Il telefono                | 9 dicembre 2024   |
| 57 | Il était une fois... le puzzle               | Il puzzle                  | 9 dicembre 2024   |
| 58 | Il était une fois... le casque de protection | Il casco                   | 10 dicembre 2024  |
| 59 | Il était une fois... le réfrigérateur        | Il frigorifero             | 10 dicembre 2024  |
| 60 | Il était une fois... le masque d'hygiène     | La mascherina chirurgica   | 10 dicembre 2024  |
| 61 | Il était une fois... la colle                | La colla                   | 11 dicembre 2024  |
| 62 | Il était une fois... la télécommande         | Il telecomando             | 11 dicembre 2024  |
| 63 | Il était une fois... le plâtre chirurgical   | Il gesso                   | 11 dicembre 2024  |
| 64 | Il était une fois... le thermomètre          | Il termometro              | 12 dicembre 2024  |
| 65 | Il était une fois... le feu de circulation   | Il semaforo                | 12 dicembre 2024  |
| 66 | Il était une fois... le téléscope            | Il telescopio              | 12 dicembre 2024  |
| 67 | Il était une fois... le four à micro-ondes   | Il forno a microonde       | 13 dicembre 2024  |
| 68 | Il était une fois... la caméra               | La telecamera              | 13 dicembre 2024  |
| 69 | Il était une fois... l'ordinateur personnel  | Il personal computer       | 13 dicembre 2024  |
| 70 | Il était une fois... la bague                | L'anello                   | 16 dicembre 2024  |
| 71 | Il était une fois... le drone                | Il drone                   | 16 dicembre 2024  |
| 72 | Il était une fois... la bougie               | La candela                 | 16 dicembre 2024  |
| 73 | Il était une fois... le microscope           | Il microscopio             | 17 dicembre 2024  |
| 74 | Il était une fois... la télévision           | La televisione             | 17 dicembre 2024  |
| 75 | Il était une fois... l'enceinte              | Le casse audio             | 17 dicembre 2024  |
| 76 | Il était une fois... la boussole             | La bussola                 | 18 dicembre 2024  |
| 77 | Il était une fois... la carte géographique   | La carta geografica        | 18 dicembre 2024  |
| 78 | Il était une fois... le train                | Il treno                   | 18 dicembre 2024  |